# Lotfi Amhaouch
Lotfi Amhaouch (Marokko, 25 juni 1971) is een Marokkaans-Nederlandse voormalige profvoetballer. 
Hij speelde achtereenvolgens bij Sparta Rotterdam en SC Telstar. 
Na zijn profcarrière speelde hij nog voor amateurclubs Deltasport Vlaardingen, CVV De Jodan Boys en SVV Schiedam. Met Bilin Maximiano trainde hij in het seizoen 2010/11 GLZ Delfshaven.